# Zygodon cesatii
Zygodon cesatii là một loài rêu trong họ Orthotrichaceae. Loài này được De Not. mô tả khoa học đầu tiên năm 1866.